# Die 16 Bundesländer der Bundesrepublik Deutschland
Duitsland heeft in de periode van 2006 tot en met 2023 Die 16 Bundesländer der Bundesrepublik Deutschland (De 16 deelstaten van de Bondsrepubliek Duitsland) uitgegeven. Oorspronkelijk zouden in totaal zestien 2 euro herdenkingsmunten worden uitgegeven die gezamenlijk alle deelstaten van Duitsland vertegenwoordigen. Er werd ieder jaar een munt uitgegeven maar met 5 verschillende letters (ADFGJ) van de plaatsen waar ze geslagen werden.
Iedere munt heeft als ontwerp een karakteristiek gebouw van de deelstaat als afbeelding op de nationale zijde staan. Zo heeft de munt van Berlijn bijvoorbeeld Slot Charlottenburg als afbeelding. Het jaar waarin een bepaalde deelstaat-munt werd uitgegeven, voerde de desbetreffende staat het voorzitterschap van de Bondsraad.
Door een besluit in 2013 is er een wijziging gekomen in de volgorde van het voorzitterschap van de Bondsraad en hierdoor ging in 2019 het voorzitterschap van de Bondsraad weer naar Sleeswijk-Holstein. Om herhaling (Sleeswijk-Holstein was in 2006 al het thema van de eerste munt uit de serie omdat zij toen ook al het voorzitterschap van de Bondsraad voerde) te voorkomen, is in 2019 een €2 herdenkingsmunt uitgegeven ter gelegenheid van de 70ste verjaardag van de oprichting van de Bondsraad. Deze uitgave is een integraal onderdeel van deze serie, waardoor deze uit zeventien munten bestaat.
Hieronder staat een tabel met een overzicht van de zeventien munten:
| Jaar | #  | Deelstaat                 | Ontwerp | Afbeelding |
| ---- | -- | ------------------------- | --- | ---------- |
| 2006 | 1  | Sleeswijk-Holstein        | Holstentor in Lübeck |            |
| 2007 | 2  | Mecklenburg-Voor-Pommeren | Kasteel van Schwerin |            |
| 2008 | 3  | Hamburg                   | De Sint-Michielskerk in Hamburg |            |
| 2009 | 4  | Saarland                  | De Ludwigskirche in Saarbrücken |            |
| 2010 | 5  | Bremen                    | Stadhuis van Bremen |            |
| 2011 | 6  | Noordrijn-Westfalen       | De Dom van Keulen |            |
| 2012 | 7  | Beieren                   | Slot Neuschwanstein |            |
| 2013 | 8  | Baden-Württemberg         | Abdij van Maulbronn |            |
| 2014 | 9  | Nedersaksen               | Michaeliskirche in Hildesheim Oorspronkelijk was het Stadhuis van Hannover als ontwerp voorgesteld. |            |
| 2015 | 10 | Hessen                    | Sint-Paulskerk in Frankfurt Oorspronkelijk was de Römer van Frankfurt am Main als ontwerp voorgesteld. Later besliste men voor de Sint-Paulskerk, waarin van 18 mei 1848 tot 31 mei 1849 de "Frankfurter Nationalversammlung", het eerste vrij gekozen parlement voor heel Duitsland, zetelde. |            |
| 2016 | 11 | Saksen                    | Zwinger van Dresden |            |
| 2017 | 12 | Rijnland-Palts            | Porta Nigra in Trier |            |
| 2018 | 13 | Berlijn                   | Slot Charlottenburg Oorspronkelijk was de Rijksdag als ontwerp voorgesteld. |            |
| 2019 | 14 | De Bondsraad              | Het Preußisches Herrenhaus, de zetel van de Bondsraad |            |
| 2020 | 15 | Brandenburg               | Sanssouci in Potsdam |            |
| 2021 | 16 | Saksen-Anhalt             | De Dom van Maagdenburg |            |
| 2022 | 17 | Thüringen                 | Wartburg in Eisenach |            |